# Grèzes (Dordogne)
Grèzes korábbi község Franciaországban, Dordogne megyében. Lakosainak száma 202 fő (2018. január 1.). Grèzes Chavagnac községgel határos.
2017. január 1-jén Chavagnac korábbi községgel egyesült és az így létrejött Les Coteaux Périgourdins új község része lett.

## Népesség
A település népességének változása:
| Lakosok száma | 149  | 131  | 164  | 163  | 159  | 195  | 196  | 200  | 209  | 202  |
|               | 1968 | 1975 | 1982 | 1990 | 1999 | 2011 | 2013 | 2015 | 2017 | 2018 |